# 中国人民解放军网络空间部队第五十六研究所
31°27′10″N 120°14′27″E / 31.45265°N 120.24073°E
中国人民解放军网络空间部队第五十六研究所，对外又称江南计算技术研究所，位于江苏省无锡市，是隶属中国人民解放军网络空间部队的计算机研究机构。

## 简介
该研究所原名中国人民解放军总参谋部第五十六研究所、中国人民解放军战略支援部队网络系统部第五十六研究所，对外又称江南计算技术研究所。隶属中国人民解放军总参谋部技术侦察部（总参三部）。该所成立于1951年6月，是中华人民共和国及中国人民解放军最早成立的结合计算机科学与工程的大型综合计算技术研究所，也是中国人民解放军规模最大的计算机研究所。研究所主要研究并开发高性能计算机系统工程、信息网络工程、计算机与通信工程、计算机应用、信息安全与保密、机电一体化。中国第一台多机巨型计算机系统、第一台每秒十亿次计算机、第一台每秒数千亿次计算机都由江南计算技术研究所自主研制。1993年，获中央军委授予“勇攀科技高峰先进研究所”称号。2016年，在深化国防和军队改革中，该所由中国人民解放军总参谋部技术侦察部转隶新成立的中国人民解放军战略支援部队网络系统部，并更名为中国人民解放军战略支援部队网络系统部第五十六研究所。
到2010年代，该所已配置了先进的成套仪器及设备，包括计算机辅助设计、生产和测试系统，印制电路板自动生产线，各种精密仪器及设备。该所还建有科技图书馆和阅览室，以及配套生活服务设施。
截至2016年，该所拥有高级工程师200多名。该所长年面向全国招收博士、硕士研究生。
2024年，中国人民解放军战略支援部队被撤销番号，根据原隶属于战略支援部队网络系统部的关系，战略支援部队网络系统部第五十六研究所被移交新成立的中国人民解放军网络空间部队，并更名为中国人民解放军网络空间部队第五十六研究所。

## 历任领导
| 所长 …… - 张效祥（？—？） …… - 黄永勤（？—？） - 高剑刚（？—） | 政治委员 …… - 刘一兵（？—？） …… - 张发海（？—？，兼党委书记） - 高锦胜 |